# Matt Holliday
Pour les articles homonymes, voir Holliday.
Matthew Thomas Holliday (né le 15 janvier 1980 à Stillwater, Oklahoma, États-Unis) est un joueur de champ extérieur de la Ligue majeure de baseball.
Il joue pour les Rockies du Colorado de 2004 à 2008, les Athletics d'Oakland en 2009 et les Cardinals de Saint-Louis de 2009 à 2016. Champion frappeur de la Ligue nationale en 2007 avec Colorado, il est nommé joueur par excellence de la Série de championnat 2007 de la Ligue nationale. Gagnant de la Série mondiale 2011 avec Saint-Louis, Holliday est invité 7 fois au match des étoiles et remporte 4 Bâtons d'argent.

## Carrière

### Rockies du Colorado
Matt Holliday est repêché par les Rockies du Colorado au septième tour de sélection en 1998.
Il passe six saisons en Ligues mineures avant d'effectuer ses débuts en Ligue majeure le 16 avril 2004. Sa première saison aplus haut niveau est excellente avec 116 coups sûrs, 57 points produits et une moyenne de ,290 en 121 parties. Ces performances sont récompensées par le titre de recrue de l'année en Ligue nationale.
Durant son séjour au Colorado, il participe à trois matchs des étoiles du baseball majeur (2006, 2007 et 2008) et remporte trois Bâtons d'argent (2006, 2007 et 2008).
En 2007, il remporte le championnat des frappeurs de la Ligue nationale avec une moyenne au bâton de ,340. Il domine également cette ligue pour les points produits (137), les coups sûrs (216), les doubles (50) et les coups sûrs de plus d'un but (92). Il a aussi cogné 36 coups de circuit durant cette saison. En octobre, Holliday aide les Rockies à conquérir le titre de la Ligue nationale et à atteindre les Séries mondiales pour la première fois. Il est élu joueur par excellence de la Série de championnat de la Ligue nationale que le Colorado remporte sur les Diamondbacks de l'Arizona.

### Athletics d'Oakland
En novembre 2008, Holliday est échangé des Rockies aux Athletics d'Oakland, en retour du joueur de champ extérieur Carlos González et des lanceurs Huston Street et Greg Smith.

### Cardinals de Saint-Louis

#### Saison 2009

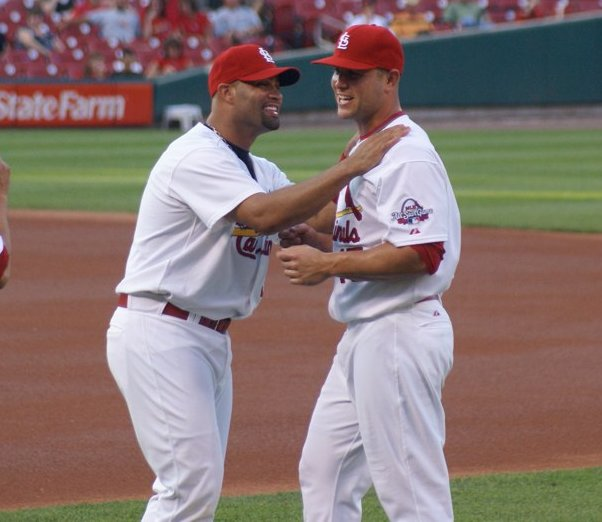
Albert Pujols et Matt Holliday.

Après une demi-saison à Oakland, Holliday est échangé à nouveau. Le 24 juillet 2009, il passe aux Cardinals de Saint-Louis en retour de trois joueurs des ligues mineures : le premier but Brett Wallace, le voltigeur Shane Peterson et le lanceur droitier Clay Mortensen. Holliday frappe dans une moyenne au bâton de ,353 en fin d'année avec les Cards, produisant 55 points en 63 matchs, soit un point produit de plus qu'au cours de ses 93 parties avec Oakland. Il aide les Cardinals dans le dernier droit de la saison, l'équipe s'assurant d'une place en séries éliminatoires en décrochant le championnat de la section Centrale de la Ligue nationale. Le voltigeur termine l'année avec une moyenne de ,319, 24 circuits et 109 points produits.
En Série de division contre les Dodgers de Los Angeles, Holliday commet une erreur coûteuse, échappant une balle cognée vers lui après deux retraits en fin de 9e manche. Cette gaffe ouvre la porte à un ralliement des Dodgers, qui transforment un retard d'un point en victoire de 2-1 dans le second match de cette série.

#### Saison 2010
Devenu agent libre à l'automne 2009, il choisit de demeurer chez les Cards, acceptant le 5 janvier 2010 un contrat de 120 millions de dollars pour 7 saisons. Assurant son futur à Saint-Louis jusqu'en 2017, Holliday signait alors le plus lucratif contrat jamais accordé par cette franchise.
Avec une moyenne au bâton de ,312, 28 circuits et 103 points produits en 2010, Holliday reçoit sa quatrième invitation au match des étoiles et gagne son quatrième Bâton d'argent pour ses performances offensives à la position de voltigeur.

#### Saison 2011
Il frappe trois coups sûrs et produit deux points dans le match d'ouverture de la saison 2011 des Cardinals contre Padres de San Diego. Indisposé par des douleurs abdominales dans les heures qui suivent, il subit le lendemain une appendicectomie. Il est de retour avec son équipe neuf jours plus tard. En juin, il fait un séjour sur la liste des joueurs blessés pour une blessure au quadriceps de la jambe gauche. Il reçoit sa cinquième sélection au match des étoiles, sa deuxième comme membre des Cardinals. Il fait partie de la formation partante de l'équipe d'étoiles de la Ligue nationale en remplacement de Ryan Braun, qui déclare forfait en raison d'une blessure.
Holliday dispute 124 parties de saison régulière en 2011 et frappe pour ,296 de moyenne au bâton avec 22 circuits et 75 points produits.
Il frappe un circuit et produit cinq points en six matchs de Série de championnat de la Ligue nationale contre les Brewers de Milwaukee. Il participe à la conquête de la Série mondiale 2011, gagnée par les Cardinals sur les Rangers du Texas, mais ne joue pas la 7e et dernière partie de la finale après s'être blessé au poignet droit en glissant au troisième but dans le match précédent.

#### Saison 2015
Du 5 avril au 1er juin 2015, Matt Holliday atteint les buts lors de ses 45 premiers matchs, battant le record de la Ligue nationale (établi en 1986 par Tim Raines et en 2008 par Albert Pujols) pour la plus longue série du genre pour amorcer une saison.
Il est placé sur la liste des blessés pour une blessure aux quadriceps le 8 juin 2015 puis, après un bref retour, est mis à l'écart du jeu pour le même problème du 30 juillet au 15 septembre. Il est invité au match des étoiles, sa 7e invitation en carrière, mais ne dispute pas la rencontre. En 73 matchs joués au total en 2015, Holliday frappe pour ,279 de moyenne au bâton et maintient une moyenne de présence sur les buts de ,394.

## Statistiques
| Saison | Équipe      | G    | AB   | R   | H    | 2B  | 3B | HR  | RBI | SB | BA    |
| ------ | ----------- | ---- | ---- | --- | ---- | --- | -- | --- | --- | -- | ----- |
| 2004   | Colorado    | 121  | 400  | 65  | 116  | 31  | 3  | 14  | 57  | 3  | 0,290 |
| 2005   | Colorado    | 125  | 479  | 68  | 147  | 24  | 7  | 19  | 87  | 14 | 0,307 |
| 2006   | Colorado    | 155  | 602  | 119 | 196  | 45  | 5  | 34  | 114 | 10 | 0,326 |
| 2007   | Colorado    | 158  | 636  | 120 | 216  | 50  | 6  | 36  | 137 | 11 | 0,340 |
| 2008   | Colorado    | 139  | 539  | 107 | 173  | 38  | 2  | 25  | 88  | 28 | 0,321 |
| 2009   | Oakland     | 93   | 346  | 52  | 99   | 23  | 1  | 11  | 54  | 12 | 0,286 |
| 2009   | Saint-Louis | 63   | 235  | 42  | 83   | 16  | 2  | 13  | 55  | 2  | 0,353 |
| 2010   | Saint-Louis | 158  | 596  | 95  | 186  | 45  | 1  | 28  | 103 | 9  | 0,312 |
| Totaux | Totaux      | 1012 | 3833 | 668 | 1216 | 272 | 27 | 180 | 695 | 89 | 0,317 |

| Saison | Équipe    | G  | AB | R | H  | 2B | 3B | HR | RBI | SB | BA    |
| ------ | --------- | -- | -- | - | -- | -- | -- | -- | --- | -- | ----- |
| 2007   | Colorado  | 9  | 45 | 6 | 13 | 0  | 0  | 5  | 10  | 0  | 0,289 |
| 2009   | St. Louis | 3  | 12 | 1 | 2  | 0  | 0  | 1  | 1   | 0  | 0,167 |
| Totaux | Totaux    | 14 | 57 | 7 | 15 | 0  | 0  | 6  | 11  | 0  | 0,263 |

Note : G = Matches joués ; AB = Passages au bâton; R = Points ; H = Coups sûrs ; 2B = Doubles ; 3B = Triples ; 
HR = Coup de circuit ; RBI = Points produits ; SB = Buts volés ; BA = Moyenne au bâton.